# Castello di Oliveri
Il castello di Oliveri o di Liviri o Labiri o Liveri è ubicato a Oliveri, comune italiano della città metropolitana di Messina. L'abitato di Oliveri è strettamente legato alle vicende storiche di Tindari e del suo castello - fortezza, infatti costituisce con la Marina di Patti e Mongiove a occidente, l'approdo naturale di levante dell'antica colonia greco - romana posta sulla sommità strategica dell'omonimo promontorio. La fortificazione è abbarbicata a un modesto rilievo e controlla le storiche Tonnare già documentate in epoca arabo - normanna.,

## Storia
Feudo compreso fra la Secrezia di Patti e il Vallo di Milazzo. In epoca contemporanea dal feudo sono staccati i territori di Falcone e Casino di Falcone oggi Belvedere, da inglobare originariamente nel comune di Furnari, contesi da Basicò e la stessa Oliveri, originano nel 1854 - 1857 il nuovo comune autonomo rimasto legato dal punto di vista ecclesiale a Furnari fino al 1906.

### Epoca dell'Emirato di Sicilia
La presenza degli arabi nella vicina Tindari, Patti e nel comprensorio Lipari, Milazzo, Castroreale e Santa Lucia del Mela non escludono l'esistenza di una preesistente fortificazione avvalorata dalla documentata costruzione in località Belvedere.
- 1038 - 1043, Fortezza Belvedere resti di fortificazione d'epoca araba, struttura adibita a carcere del Castello di Oliveri.

### Epoca del Regno di Sicilia
- XII secolo, Castello Labiri di Oliveri, costruzione edificata per opera del Gran Conte Ruggero e documentata da Idrisi.

"Labiri (Oliveri) come un bello e grazioso casale, con un grande castello in riva al mare, delle case, delle buone terre da seminare, dei ruscelli perenni sulle sponde dei quali erano impiantati alcuni mulini e con un bel porto nel quale si faceva copiosa pesca di tonno".
Nel sunto si evince il contenuto ravvisabile in numerosi diplomi che attribuiscono privilegi alla località. Lo stesso viaggiatore e storiografo al servizio della corte normanna di re Ruggero II di Sicilia dopo il 1145 documenta nell'opera "il libro di Ruggero" l'esistenza dei seguenti luoghi di culto:
- 1110, Nei pressi delle rovine dell'antica Tindari sorge il monastero di Sant'Elia di Scala o di Sant'Elia di Burracha di Oliveri, di rito greco.
- 1110, Chiesa della Santa Genitrice di Dio o di Santa Maria de lo Plano di Oliveri, dipendenza del Monastero di Santa Maria di Gala di Barcellona Pozzo di Gotto, come da privilegio e concessione riconosciuti dalla Contessa Adelasia del Vasto e riconfermati con diploma da Ruggero II di Sicilia.
- 1178, Chiesa di San Giovanni di Oliveri, edificata per volontà di Ruggero II di Sicilia.

Assieme alla fortificazione di Tindari:
- XII secolo, Castello di Adelasia di Patti.
- 1094, Basilica cattedrale di San Bartolomeo di Patti.
- 1094, Monastero del Santissimo Salvatore di Patti.
- 1148, Tonnara medievale di Oliveri.
- 1105, Mulini ad acqua medievali di Furnari. Privilegio e concessione riconosciuti dalla Regina Adelasia del Vasto al Monastero di Santa Maria di Gala.
- XII secolo, Mulini ad acqua medievali di Patti. Privilegio e concessione riconosciuti dalla Regina Margherita di Navarra moglie di Guglielmo I di Sicilia al Monastero del Santissimo Salvatore di San Marco del Casale di Palegre.

Il borgo di origini antichissime, durante il Medioevo è assegnato a diverse famiglie feudali:
- 1276, Bernard Blanquefort.
- 1320, Sotto il regno di Federico III di Sicilia il borgo è assegnato a Ferrario Abellis.
- 1360, Il possedimento è assegnato a Vinciguerra d'Aragona barone di Militello regnante Federico III di Sicilia.
- ?, Federico di Aragona figlio di Vinciguerra d'Aragona assegnatario delle signorie di Mirto, Rocca di Caprileone, San Fratello, Longi. Cammarata, Termini Imerese, Novara di Sicilia, Militello, San Marco d'Alunzio, Roccella Valdemone, Librizzi, Patti.
- 1391, Guerao Gullielm De Sidot.
- ?, Bartolomeo Iuvenio.
- ?, Il possedimento è assegnato a Raimondo de Azuar regnante Maria di Sicilia.
- 1398, Raimondo de Xamer lo possiede assieme alla sottostante tonnara regnante Martino I di Sicilia.
- 1399 ca., Il possedimento è assegnato a Bartolomeo Gioieni, nobile e ribelle della casata angioina discendente da Carlo d'Angiò, segretario del futuro re Martino I di Sicilia il Giovane, cancelliere del regno e protonotario.
- 1408, Il possedimento è assegnato a Federico Spadafora barone di Venetico della famiglia Spadafora regnante Martino I di Sicilia il Giovane.
- 1414, Perrone II Gioeni protonotario di Termini, il castello rimane proprietà della famiglia Gioieni fino alla fine del XVI secolo. In seguito passa alla famiglia Sidoti.
- 1414, Ferdinando di Castiglia ratifica uno scambio per cui il castello passa da Federico Spadafora a Perruccio Gioieni signore di Roccella Valdemone.
- 1453, Peruccio Gioieni

### Epoca del Viceregno di Sicilia
- 1494, Bartolomeo II Gioieni figlio di Perruccio II Gioieni regnante Ferdinando II d'Aragona.
- ?, Giovanni Tommaso Gioieni marchese di Castiglione di Sicilia sotto il regno nominale di Giovanna di Castiglia la Pazza e del figlio Carlo V d'Asburgo.
- 1542, Andrea Ardoino. Casa Ardoino ebbe per matrimonio da casa Gioeni la baronia e il castello di Oliveri.[5]
- 1576, Giovanni Gioieni regnante Filippo II di Spagna.
- 1578, Alfonso Gioieni marchese di Burgio e Giuliana.
- 1584, Tommaso Gioieni Cardona principe di Castiglione di Sicilia e marchese di Giuliana.
- 1608, Il possedimento passa a Francesco Ardoino marchese di Roccalumera ottenendolo per dote dai Gioieni regnante Filippo III di Spagna.
- ?, Francesco La Grua principe di Carini, per vendita dal precedente proprietario.
- 1622, Vincenzo La Grua Talamanca principe di Carini, proprietario del Castello, Tonnara e Trappeto di Oliveri.
- 1650, È possedimento del principe di Carini della nobile famiglia La Grua regnante Filippo IV di Spagna.
- 1684, Cesare La Grua Talamanca principe di Carini e duca di Villareale per eredità materna regnante Carlo II di Spagna.
- 1691, Francesco Zappino.
- 1693, Giuseppe Accordino transazione effettuata da Antonino Marotta.

### Epoca del Regno di Sicilia durante la Dinastia dei Borbone
- 1705, Vincenzo La Grua Talamanca barone di Carini regnante Filippo V di Spagna dei Borboni di Spagna.
- 1715, Annamaria Lo Faso e La Grua duchessa di Serradifalco della famiglia lombarda Lo Faso trapiantata in Sicilia nel XIII secolo sotto il regno di Federico II di Svevia. Regnante Vittorio Amedeo II di Savoia di Casa Savoia.
- 1724, Ludovico Paratore Basilotta principe di Patti. Regnante Carlo VI d'Asburgo di Casa d'Asburgo.
- 1751, Leonardo Lo Faso duca di Serradifalco regnante Carlo III di Spagna dei Borbone di Napoli.
- 1803, Gaetano Paratore d'Amico principe di Patti e barone di Tripi regnante Ferdinando I delle Due Sicilie dei Borbone di Napoli.
- 1809, Domenico Antonio Lo Faso duca di Serradifalco.
- ?, Eleonora Paratore d'Amico principessa di Patti e sorella di Gaetano Paratore d'Amico.
- ?, Domenico Merlo fratellastro di Eleonora Paratore d'Amico.

### Epoca del Regno d'Italia
- 1900, Elena Merlo figlia di Domenico Merlo regnante Vittorio Emanuele III di Savoia di Casa Savoia.
- ?, Caterina Martorana Bonaccorsi erede pronipote e figlia adottiva di Elena Merlo, il titolo è ereditato dalla figlia primogenita di Domenico Merlo, Marianna Merlo.
- ?, Domenico Bonaccorsi, generale, principe di Patti, nipote di Caterina Martorana Bonaccorsi.

### Epoca contemporanea
Il castello è di proprietà privata. Resti di antica torre d'epoca aragonese con caratteristico cortile interno. Pochi avanzi delle antiche strutture, a differenza di altre dimore fortificate è riccamente arredato e i suoi proprietari vi soggiornano buona parte dell'anno.

## Personaggi legati al castello
- Tiburzio Spannocchi
- Camillo Camilliani